# Lech-Höhe
Die Lech-Höhe ist ein bewaldeter Hügel und höchste Erhebung im Ebersberger Forst unweit der Gemeindegrenze zwischen Ebersberg und Eglhartinger Forst.
Dort erhebt sich ein langgestreckter Höhenzug mit zahlreichen Hügeln über der bayerischen Endmoränenlandschaft mit dem Naturschutzgebiet Egglburger See.